# آآ شیشه‌ای
آآ شیشه‌ای (نام علمی: Aa sphaeroglossa) نام یک گونه از سرده آآ است.